# 簡化議題
簡化議題（Dumbing Down），或稱通俗化，普遍指的是在教育、文學、電影、新聞、電子遊戲以及文化中，對知識內容進行刻意的過度簡化。該詞起源於1933年，最初作為電影業的業界用詞，當時編劇以該詞強調「修改內容，以迎合教育水平或智力較低的人群」。
簡化議題的具體表現因主題而異，通常涉及削弱批判性思维，通過降低标准方言和學習水準，從而使學術標準、文化和有意義的資訊變得平庸化，例如在流行文化中的表現。

## 教育領域
20世紀後期，英國接受高等教育的年輕人比例顯著提高，其中包括許多此前被認為不具備學術能力的人。2003年，英國高等教育部長瑪格麗特·霍奇批評部分學位課程為「米老鼠學位」（Mickey Mouse degrees），認為這是大學為迎合市場需求而降低課程標準的結果。她指出，這類課程的學術性可能存在不足，且其學位在就業市場上的價值有限。霍奇認為，這導致部分學生僅憑修滿學分即可獲得缺乏實質學術意義的學位，這種現象應被視為「不可接受」的教育失誤。
约翰·泰勒·盖托在其著作《讓我們變笨：義務教育的隱藏課程》中收錄了多篇演講與文章，包括「精神病學校」（The Psychopathic School）與「七課老師」。加託指出，儘管他被雇用來教授英語和文學，但他逐漸認為自己實際上是參與了一項社會工程計劃。他認為學校教育的核心「七課」從未被明確表述，但這些課程包括：教導學生將自我價值建立在外部評價之上；教導學生要不斷接受排名和監督；以及剝奪學生隱私和獨處的機會。加託推測道：
難道我被雇用，不是為了增強孩子們的能力，而是為了削弱它？這乍聽之下似乎很荒謬，但隨著時間的推移，我逐漸意識到，學校的鈴聲、限制、混亂的課程順序、年齡隔離、隱私的缺乏、無處不在的監視，以及所有這些國家課程的設計，完全像是刻意用來阻止孩子們學會思考和行動，引誘他們陷入成癮和依賴行為。
在特殊教育領域，簡化議題的課綱被稱為內容調整（modification）。

## 大眾傳播媒體
法國小說家米歇尔·韦勒贝克曾批評法國文化與智識的退化。並指出這一現象曾在2008年被《時代》雜誌「嚴厲但公平地」評論過。

## 流行文化
2006年科幻電影《蠢蛋進化論》描述了500年後的美國成為一個因語言與教育衰退以及「逆向優生學」（dysgenics）影響而形成的極度低智化未來社會。在這個世界中，低智力人群的繁衍速度遠超高智力人群，導致文化與智識的全面退化。這一概念可追溯至1951年西里爾·M·康布魯斯的短篇小說《行進中的蠢人們》，該作品同樣描繪了一個由低智力人群主導的未來世界。
奥尔德斯·赫胥黎的小說《美麗新世界》（Brave New World）則探討了一個為維持社會穩定而刻意簡化智識的烏托邦社會。在該故事中，大眾對莎士比亞等文學經典毫無理解力，揭示出智識退化與文化空洞化的深層問題。類似的主題還出現在《駭客任務》、《一九八四》等反烏托邦作品中。
美國社會評論家保罗·福塞尔在其1983年出版的《階級：穿越美國地位系統指南》（Class: A Guide Through the American Status System）中，首次提出「平民化漂移」（prole drift）的概念。他在1991年的專著《壞：或，美國的智識退化》（BAD: or, The Dumbing of America）中進一步探討了文化簡化與智識衰退的現象。

## 另見
- 反智主义
- 审查制度
- 成績通脹
- 製造共識
- 愚民政策
- 後真相政治
- 從眾效應
- 對孩子說謊（英语：Lie-to-children）
- 低俗文化（英语：Low culture）
- 低資訊選民（英语：Low information voter）
- 原聲摘要（英语：Sound bite）
- 愚蠢
- 膚淺（英语：Superficiality）
- 义务教育
- 輕鬆效果（英语：Easiness effect）
- 神秘的中继站

### 書籍
- 由哲學家、政治家、藝術家和思想家撰寫的文章集《Dumbing Down》於2000年由Imprint Academic出版，編輯是伊沃·莫斯利（Ivo Mosley）。該書收錄了杰伦·拉尼尔、克萊爾·福克斯（英语：Claire Fox）、拉维·香卡、羅伯特·布魯斯坦（英语：Robert Brustein）、邁克爾·奧克肖特、羅傑·迪金（英语：Roger Deakin）以及彼得·蘭德爾-佩奇（英语：Peter Randall-Page）等人的文章。[8]
- Mosley, Ivo (编). . Thorverton, UK: Imprint Academic. 2000. ISBN 978-0-907845-65-2. OCLC 43340314. (collection of essays)

## 外部連結
- "Is the internet dumbing us down?" MSNBC review of The Cult of the Amateur: How Today's Internet is Killing Our Culture, by Andrew Keen